# Erwin Rehling
Erwin Rehling (* 2. Februar 1954 in Soyen, Oberbayern) ist ein deutscher Autor und Musiker, der künstlerisch mit avantgardistischem Theater, Dokumentarfilm, bairischer Sprache und perkussiven Klängen arbeitet.

## Leben
Erwin Rehling verbrachte seine Kindheit und Jugend in der ländlichen Umgebung Oberbayerns. Er besuchte das Gymnasium in Wasserburg am Inn und studierte Bayerische Geschichte an der Universität Regensburg.
Seit etwa 1975 ist Rehling als Künstler präsent. Seine Medien sind Theater, Film, Literatur, Mundart, Performance und Musik. Er spielte experimentelles Straßentheater mit Kontakten zu Jerzy Grotowskis Schule, und er arbeitete jahrzehntelang in der Freien Bayerischen Theaterszene.
Seine Musik macht Rehling mit Schlaginstrumenten, u. a. Trommeln, Marimba, Stein- und Glockenspiel. Mit Rhythmus und Klang vertont er Literatur, Theater und Film, auch live und improvisiert. In den 1980er- und 1990er-Jahren wurde er mit dem Trio Die Interpreten zu einem Wegbereiter der Neuen Volksmusik.
Anfang der 2000er-Jahre formierte er das Duo Hammerling mit dem Alphornspieler Fritz Moßhammer, das für einige Jahre zum Trio erweitert als die.hammerling auftrat (mit Michaela Dietl am Akkordeon).
Film-, Literatur- und Bühnenprojekte entstanden in Zusammenarbeit mit Gerburg Rosa Schwägerl (u. a. der Dokumentarfilm Versunkene Geschichten aus Bitov, AT/DE 2007), mit Robert Hültner (die Krimi-Lesungen Mörderisches Bayern, 1998–2023) sowie mit Thomas Unruh und Angela Hundsdorfer (die Theaterproduktion Räuber Kneißl beim Kultursommer Garmisch-Partenkirchen, 2016).
Rehling und Kollegen lieferten die Musik zu Bertram Verhaags Filmen Aus Liebe zum Überleben (DE 2019) und Wurzeln des Überlebens (DE 2021).
Als Autor schreibt Rehling Lyrik und kurze Prosa in bairischem Dialekt. Als Schlagwerker ist er Bühnenpartner von befreundeten Autoren, u. a. von Bodo Hell 2021 am Irrsee und 2023 in Amerang.
Erwin Rehling lebt in Unterreit, Oberbayern.

## Werke (Auswahl)
- Musik-CD: Die Interpreten: Stollen 4, Trikont Musikverlag, München 1995.[8]
- Doku-Film (Buch, Musik, Regie): Ludi – Dokument eines Hirtenlebens, zus. mit Gerburg Rosa Schwägerl, DE/AT 1999.[9]
- Doku-Film (Buch, Musik, Regie): Verwehter Glanz, zus. mit Gerburg Rosa Schwägerl, DE/AT 2003.[10]
- Musik-CD: Hammerling: Lisi, Extraplatte, Wien 2004.
- Doku-Film (Buch, Musik, Regie): Versunkene Geschichten aus Bitov, zus. mit Gerburg Rosa Schwägerl, DE/AT 2007.[11][3]
- Musik-CD: die.Hammerling: Hommage an die verlorenen Sprachen, Jawo Records, Immenstadt 2011.[12]
- Buch/CD: Zus. mit Pit Holzapfel: Neues von Früher – Dorfgeschichten und widerspenstige Musik. Mandelbaum Verlag, Wien/Berlin 2019, ISBN 978-3-85476-832-6.
- Buch/CD: Ois ned glong – eine Landjugend. Mandelbaum Verlag, Wien/Berlin 2022, ISBN 978-3-99136-000-1.
- Musik-CD: Zus. mit Udo Schindler und Eric Zwang Eriksson: Ritual Sound Exposures. FMR Records, Rayleigh (UK) 2023.

## Auszeichnungen
- 1993: Förderpreis Musik der Stadt München für Die Interpreten.[13]
- 2024: Kulturpreis Bayern[14]